# Verkhniï Rohatchyk
Verkhniï Rohatchyk (ukrainien : Верхній Рогачик, russe : Верхний Рогачик) est une commune urbaine de l'oblast de Kherson, en Ukraine. Elle compte 5 204 habitants en 2021.